# 1441 Bolyai
Az 1441 Bolyai (ideiglenes nevén 1937 WA) kisbolygó a Naprendszerben, a kisbolygóöv belső szélén.
1937. november 26-án fedezte fel Kulin György a Svábhegyi Csillagvizsgálóban. Az 1089 Tama kisbolygó megfigyelése közben akadt a nyomára, a Rák-köd közelében. Három hónapig sikerült követnie, majd 1941-ben újra lefotóznia. Ezt követően csak 1954-ben észlelték legközelebb. Nevét Bolyai Farkas matematikusról kapta.